# 台稉九號
台稉九號（或台梗9號）是粳稻的一個品系，由台中區農業改良場許志聖博士以經γ射線誘變的北陸100號為母本，台農秈育2414號為父本，雜交後代選育。台稉九號自1981年開始育種，1993年命現名。

## 背景
許志聖博士是台稉九號的計畫主持人，台稉9號的成功，曾讓他當選1995年全國十大傑出青年。許志聖表示，早期的稻種開發主要追求高產量，而台稉九號口感好，它還耐久藏，即使舊米也能保有新米一般的口感。其食用口感香Ｑ，適合做壽司，市場上也俗稱壽司米。

### 研發
許志聖花了12年孕育「台梗九號」。許憶述， 1975年（民國64年）至1981年（民国70年）間，台灣水稻栽培面積逐年遞增，在經濟發展之下，食米消費量卻逐年減少。當時稻作研究人員興起以高品質米提高消費量的構想，開始研究如何種出好吃的新品種。74年間，許志聖進入台中農改場，接下前人做了一半的研究，後選育出黏性、硬度適中，咀嚼後還泛香甜的新品系台梗育8269號（台稉九號）。在台灣推出之後，廣受消費者喜愛，甚至一向以本土稻米為傲的日本，都曾到台中農改場要求技術轉移。
之後，他又以台稉九號為母本，雜交其他品種，再選育出具有七葉蘭香味的新米，並於2009年命名為「台中194號」開始推廣。

### 品種特性
產量偏低，易感染白葉枯病。氮肥施用過多，更易感染白葉枯病。農政單位一般建議，栽種台稉9號減少氮肥，降低施用率10～20％，儘早施用追肥。

## 市場
由於食用口感媲美越光米，在台灣，7-Eleven旗下商品御飯糰曾以採用「台稉9號」為主打訴求。
2012年，農糧署經過21個米穀公會會員調查市場偏好的水稻品種。台梗9號因米粒透明飽滿、黏性佳、口感好，廣受喜愛。其平均價格達到每公斤80元以上（新台幣），已超過一般市售白米的2倍價。雖受消費者歡迎，但種植面積僅1萬公頃上下，不到台灣水稻面積5％。
在彰化縣濁水溪上游種植生產的台稉9號，又稱為濁水米。

### 混充情形
市場上，台稉9號參雜其他品種的情況非常嚴重。2013年第三季，農糧署抽驗發現，陸和碾米廠「金農頂級金の米-純台稉9號米」10粒米中，沒有1粒台稉9號；「台糖有機米台稉9號」在10粒米中，只有1粒。前銷糧商泉順「山水花東台稉9號米」及苗栗糧商的「健康稻好運米」，於10粒米抽驗中，也僅有7粒，抽驗結果同時發布於同年度第四季。
前台灣區稻作協會理事長翁良材指出，因單位面積收成產量較其他品種低，影響農民的栽種意願，使得栽種面積成長有限。翁估算，「台稉9號」每公頃稻穀的收穫量約6公噸；而台灣農民最喜歡種植的「台南11號」，每公頃收穫量卻可高達8、9公噸。這是為何台稉9號在消費市場叫好，卻未必在農民間叫座的主因。《賽德克·巴萊》的攝影師江申豐，回到苗栗縣老家種植水稻，他自產自銷的品牌「精米所」，就是使用台稉9號。當年爆發泉順山水米拿低價的越南米混充國產米，他在臉書上即明示苑裡地區種植台稉9號的農民不多，面積有限，為何某大糧商在市場上販售台稉9號包裝米的數量如此驚人。
中華民國米穀商業同業公會全國聯合會理事長吳源昌將原因推給改良場與秧苗場，認為其提供的秧苗品種不純。更有糧商抱怨，台稉9號米有姊妹系品種；台灣大學農藝系判定為台稉9號，而農委會委託食品工業研究所檢驗判定為台稉8號。翁良材駁斥吳源昌的說法，他表示台灣有和日本相同的「水稻良種三級繁殖制度」，三級繁殖制度下要求提供的秧苗品種純度在99.95%以上（低於此值、發芽率過低、無生命物質過多，均全部打掉），再怎麼不純，也不可能出現十粒米抽驗，卻只有七粒是台稉9號的情形。對於米穀公會的不滿，農糧署回應，已考量國內生產環境，並參考國際食米標示方式，會檢討調整相關規定，與國際接軌；至於糧商提到的，市售包裝米的純度不足，農糧署解釋，若是農民自行留種子，未從指定的種苗繁殖業者購買，就可能發生純度不足的問題。

## 抗癌效果
馬偕紀念醫院臺北總院和嘉義大學進行偕同研究，發現台稉九號的成份能抗癌，該篇文獻並登上國際學術期刊。研究團隊拿台稉九號進行糊化實驗，發現其白米、糙米具有提升免疫力，扼殺癌症細胞的效果。研究結果提到，其中的醇溶蛋白成分具有抗白血病免疫功能，可刺激單核球等免疫細胞分泌細胞激素，抑制人類白血病細胞的生長和誘導巨噬細胞分化。

## 獲獎紀錄
- 2004年全國稻米品質競賽冠軍總決賽[25]——台東池上米（台梗九號）[26]
- 2014年全國名米產地冠軍賽的台稉九號組冠軍——彰化縣竹塘米（台梗九號）[27]
- 2024年全國稻米達人冠軍賽，非香米組冠軍金賞——草屯鎮李啟元台稉九號 [30] （页面存档备份，存于）

## 相關事件

### 連勝武外流技術疑雲
前台北市議員參選人王奕凱指出，連勝武違法將台灣本土水稻的種植技術引渡中國，還與吉林省人民政府簽訂85億新台幣的投資協議，明顯違反法規；王奕凱並認為，連勝文競選總部主委陳炯松跟投資案有關，其名單包括盧秀燕、詹春柏、徐立德為主的知名國民黨人士。隨後，前連勝文競選總部發言人錢震宇發佈聲明，此為不實指控，他才和連勝武本人通話過，連表示他是採用當地農民、地點，再選當地稻種吉梗9號，原地種植後再銷往同地區。
農委會嘉義農業試驗分所副研究員吳永培表示，台灣最好的稻米品種叫「台稉九號」，已被帶往中國成為了「吉稉九號」。吳永培說，每次參訪他國的稻米新種，都想帶回台灣研究，以改良本土品種；但各國都把新品種視為國家重要機密保護。層出不窮的事件，讓學術單位與研發中心不敢加速推廣可對抗極端氣候的稻米新品種，以免新品種一發表，馬上又被偷偷帶往中國栽種。

## 外部來源
- （繁體中文） 劉克襄：除了台梗9號，誰來幫稻米包裝 （页面存档备份，存于）
- （繁體中文） 穀粒充實期間氣象因子對「台稉9 號」產量與米質性狀之影響[]
- （繁體中文） 運用分子標幟輔助選拔提昇水稻「台稉九號」品種之耐旱性
- （繁體中文） 以白葉枯病菌培養過濾液誘導台稉九號抗病株之篩選 （页面存档备份，存于）
- （繁體中文） 水稻台稉9號癒傷組織及細胞培養之研發及其應用 （页面存档备份，存于）